# Legényes
A legényes az erdélyi magyarság nem székely népcsoportjai által táncolt fejlett férfitánctípus. Régiónként más-más néven ismert (ilyenek például a fogásolás, vagy a tempó).

## Jellemzői
A legényestáncok tempója gyors, zenéje dűvő kíséretű hangszeres zene, szinte kizárólag csak instrumentális. Eredetileg a táncrend nyitótáncaként táncolták, a párostáncok elkezdése előtt. A legényes szóló, illetve csoportos táncként is előfordul. A nők a legényestánc alatt kis köröket alkotva sifitelnek, csujogatnak.
Formagazdagsága kiemelkedő, a zenéhez szinte tökéletesen illeszkedik. Alapelemei az úgynevezett pontok, melyek a zenei periódusoknak megfelelő hosszúságú, lezáró formulákkal végződő táncszakaszok.

## Altípusai

### Mezőségi legényes
A legényes régebbi, egyszerűbb változata. Csoportos formában is járják. Elnevezése a Mezőségen belül is változó, például Széken ritka és sűrű tempó, Ördöngösfüzesen fogásolás néven említik. Két változata is ismert, a sűrű, amely inkább csapásolásokra épül, illetve a ritka, amely a lábbal való figurázásra.

### Kalotaszegi legényes
Egyértelműen a legfejlettebb, legnagyobb formagazdagságú férfitánc. Csoportosan ritkán táncolják és végig megőrizte szabad jellegét, az egymás után következő pontok sorrendjét a táncos határozhatja meg. Ritka esetekben párosan, két férfi táncolhatja.

### Szilágysági figurázó
A mezőségi altípushoz hasonló, ám annál akrobatikusabb tánc. Pontjai nem különülnek el élesen, hanem (feltehetően a későbbi verbunk ráhatásaként) gyakran lezárás vagy átvezetés nélkül egymásba folynak.